# Cinéma chypriote

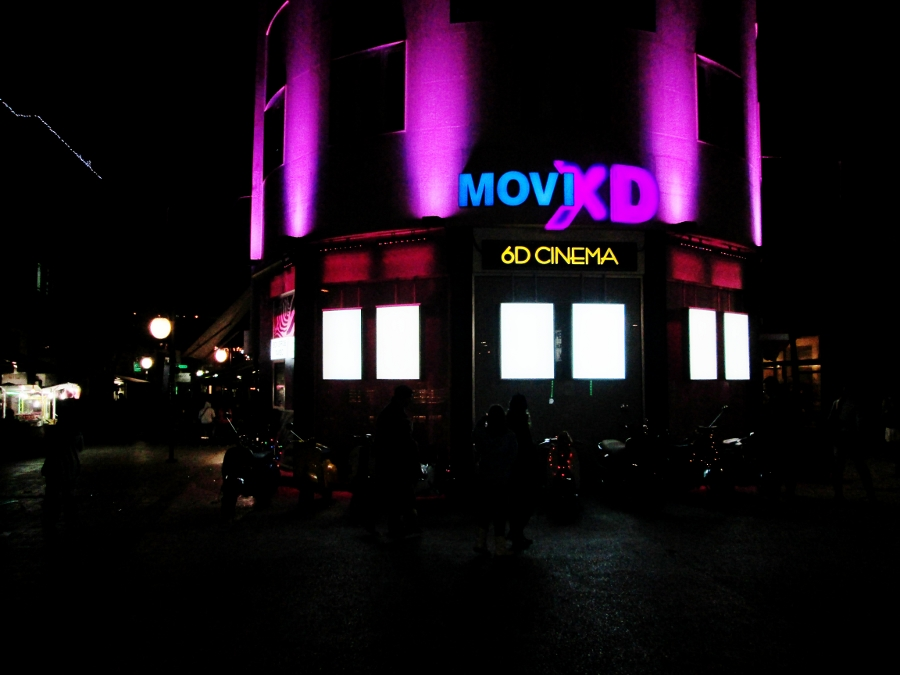
Un cinéma dans la rue Ledra à Nicosie en 2012.

Le cinéma chypriote désigne les films produits et tournés en république de Chypre — l'État situé au sud de l'île de Chypre, indépendant du Royaume-Uni depuis 1960 —, la partie nord de l'île relevant du cinéma turc.
Le cinéma chypriote est né bien plus tard que celui de la plupart des autres pays, les années 1960 étant généralement considérées comme les balbutiements du septième art. L'industrie cinématographique chypriote a toujours souffert d'une croissance lente en raison de la faible population de l'île et du manque d'intérêt du grand public, préoccupé par la partition de l'île, ainsi que de sa situation géographique délicate, au carrefour de l'Europe du Sud-Est, de l'Asie de l'Ouest et du Proche-Orient.

## Histoire
Michel Cacoyannis est devenu le cinéaste chypriote le plus célèbre à ce jour en écrivant, réalisant, montant et produisant Zorba le Grec (1964). Un autre cinéaste travaillant à la même époque est George Filis, qui a réalisé les films Amours et Tristesse (Agapes kai kaimoi, 1967), o teleftaio fili (1970), Grigóris Afxentíou: Enas roas me to mnimoskopio. (1973), Etsi prodothike i Kypros (1974), et To mega dokoumento (1979). Les deux seuls films de Filis qui ne sont pas des œuvres politiques sur l'insurrection de Chypre ou l'invasion turque sont Agapes kai kaimoi, un documentaire sur les danses et la musique chypriotes traditionnelles, et o teleftaio fili, un drame romantique.
Depuis 1989, les coproductions chypriotes peuvent bénéficier d'un financement du Fonds Eurimages du Conseil de l'Europe. À ce jour, quatre longs métrages sur lesquels un Chypriote était inscrit comme producteur délégué ont reçu un financement d'Eurimages : Hellados (prévu pour 1995 mais non sorti), I sphagi tou kokor (1996), To Tama (1999), et O Dromos gia tin Ithaki (2000). Il existe également une initiative soutenue par le gouvernement permettant aux cinéastes de demander un financement dans le cadre du programme Invest in Cyprus, qui a absorbé l'ancien programme Filming in Cyprus en 2024.
En 1994, la production cinématographique chypriote a été stimulée par la création du Comité consultatif du cinéma de l'île. En 2000, le montant annuel réservé au cinéma dans le budget national était de 500 000 livres chypriotes (environ 850 000 euros). Les statistiques montrent qu'en 2011, le pays contient 30 écrans de cinéma, produit trois films (deux fictions et un documentaire), vendu 870 000 billets et rapporté 7,11 millions d'euros en salles. À la même époque, ses trois plus grands distributeurs étaient (dans l'ordre) Four Stars Films, Odeon et Feelgood. Le film Where is Jimi Hendrix ? (2018) de Marios Piperides a été plébiscité au Festival du film de Tribeca de cette année-là,, tandis que le film Pafsi (en) (2018) de Tonia Mishiali a également fait l'objet de critiques positives.
Depuis 2018 environ, Chypre a tenté de se commercialiser en tant que lieu de tournage et s'est baptisée « Olivewood »,,, un mot-valise formé avec « Olive » et « Hollywood ». Le film d'action hollywoodien Jiu Jitsu (2020) de Dimitri Logothetis avec Alain Moussi et Nicolas Cage a été tourné à Chypre, qui représente dans le film la Birmanie, mais a été un échec critique et commercial ; Il a également fait l'objet d'une polémique lorsque les réalisateurs ont promis de poursuivre le gouvernement Anastasiádis II pour rupture de contrat en raison du non-paiement du rabais de 8 millions d'euros prévu dans leur contrat, ce qui a entraîné le retard de la production potentielle d'au moins trois autres films hollywoodiens, ce qui a été estimé à des millions de pertes de revenus pour l'économie chypriote et a supprimé de nombreux emplois potentiels pour l'équipe de tournage locale.
Quelques années après le revers causé par Jiu-Jitsu, le studio américain Jupiter Peak Productions est entré en jeu pour Si je tombe (en) (2024), une comédie romantique avec Harry Connick Jr. Écrit, réalisé et coproduit par Stelana Kliris (en), il est devenu le premier film hollywoodien à être à la fois tourné et filmé à Chypre ; lors de sa sortie sur Netflix, il est également devenu le premier film réalisé par un Chypriote à recevoir une première mondiale sur Netflix. Il a reçu des critiques mitigées.
Chypre accueille des sociétés de production telles que AMP Filmworks, Bark Like a Cat Films, Meraki Films, et Seahorse Films, ainsi que la branche chypriote de la société de production grecque Green Olive Films. Le Festival international du film de Chypre (en) est également organisé chaque année.

## Personnalités du cinéma chypriote
- Michel Cacoyannis (1922-2011), réalisateur chypriote grec
- Elias Demetriou (en), réalisateur chypriote grec
- Yannis Economides (el) (né en 1967), réalisateur chypriote grec
- Nicolas Economou (1953-1993), compositeur chypriote grec
- Stelana Kliris (en), cinéaste chypriote grecque née en Afrique du Sud
- Peter Polycarpou (né en 1957), acteur chypriote anglais
- Derviş Zaim (né en 1964), réalisateur chypriote turc